# خرم (أصفهان)
خرم هي قرية في مقاطعة أصفهان، إيران. يقدر عدد سكانها بـ 295 نسمة بحسب إحصاء 2016.